# Grljan, Zaječar
Grljan (izvirno srbsko Грљан) je naselje v Srbiji, ki upravno spada pod Mesto Zaječar; slednja pa je del Zaječarskega upravnega okraja.

## Demografija
V naselju, katerega izvirno (srbsko-cirilično) ime je Грљан, živi 2359 polnoletnih prebivalcev, pri čemer je njihova povprečna starost 44,1 let (42,3 pri moških in 45,8 pri ženskah). Naselje ima 888 gospodinjstev, pri čemer je povprečno število članov na gospodinjstvo 3,20.
To naselje je, glede na rezultate popisa iz leta 2002, večinoma srbsko, a v času zadnjih treh popisov je opazno zmanjšanje števila prebivalcev.
|  |

| Demografija | Demografija     | Demografija     |
| Leto        | Št. prebivalcev | Št. prebivalcev |
| ----------- | --------------- | --------------- |
|             |                 |                 |
|             |                 |                 |
|             |                 |                 |
|             |                 |                 |
| 1948        | 2822            |                 |
| 1953        | 3098            |                 |
| 1961        | 3526            |                 |
| 1971        | 3737            |                 |
| 1981        | 3519            |                 |
| 1991        | 3412            | 3089            |
| 2002        | 3300            | 2839            |
|             |                 |                 |

| Etnična sestava po popisu iz leta 2002 | Etnična sestava po popisu iz leta 2002 | Etnična sestava po popisu iz leta 2002 | Etnična sestava po popisu iz leta 2002 | Etnična sestava po popisu iz leta 2002 |
| -------------------------------------- | -------------------------------------- | -------------------------------------- | -------------------------------------- | -------------------------------------- |
| Srbi                                   | Srbi                                   |                                        | 2.739                                  | 96,47%                                 |
| Makedonci                              | Makedonci                              |                                        | 26                                     | 0,91%                                  |
| Romi                                   | Romi                                   |                                        | 15                                     | 0,52%                                  |
| Muslimani                              | Muslimani                              |                                        | 7                                      | 0,24%                                  |
| Romuni                                 | Romuni                                 |                                        | 4                                      | 0,14%                                  |
| Vlahi                                  | Vlahi                                  |                                        | 4                                      | 0,14%                                  |
| Hrvati                                 | Hrvati                                 |                                        | 2                                      | 0,07%                                  |
| Bolgari                                | Bolgari                                |                                        | 2                                      | 0,07%                                  |
| Albanci                                | Albanci                                |                                        | 2                                      | 0,07%                                  |
| Jugoslovani                            | Jugoslovani                            |                                        | 2                                      | 0,07%                                  |
| Nemci                                  | Nemci                                  |                                        | 1                                      | 0,03%                                  |
| Madžari                                | Madžari                                |                                        | 1                                      | 0,03%                                  |
| Bošnjaki                               | Bošnjaki                               |                                        | 1                                      | 0,03%                                  |
| Neznano                                | Neznano                                |                                        | 14                                     | 0,49%                                  |